# Nizam’s Guaranteed State Railway
| Nizam’s Guaranteed State Railway   | Nizam’s Guaranteed State Railway |
| ---------------------------------- | -------------------------------- |
| Lokomotive im Bahnhof Secunderabad |                                  |
| Streckenlänge:                     | 1992 km                          |
| Spurweite:                         | 1000 mm 1676 mm                  |
|                                    |                                  |

Die Nizam’s Guaranteed State Railway (NGSR) war die Eisenbahngesellschaft des indischen Fürstenstaats Hyderabad. Das Streckennetz hatte 1905 eine Länge von 560 km, bis 1923 wurde es auf gut 1460 km ausgebaut, 1930 waren 1992 km erreicht. Der Betrieb wurde 1951 von der Central Railway übernommen, seit 1966 unterstehen die Strecken der South Central Railway, beides Staatsbetriebe der indischen Union.

## Gründung und Finanzierung
Der Nizam trat bereits 1861 Gebiete im Distrikt Raichur an die Briten zum Bau der Bahnstrecke ab. Der Diwan von Hyderabad Salar Jung I. war ein Freund der Eisenbahn. Während seiner Amtszeit wurden erste Bahnstrecken des Staates gebaut. Diese erwiesen sich als nicht profitabel, da ein Anschluss an das Schienennetz der unter direkter britischer Herrschaft stehenden Gebiete fehlte. Im Jahre 1870 schloss man ein Abkommen, das den Bau einer Verbindungsstrecke zur Great Indian Peninsula Railway (GIPR) von Goolburga (heute: Kalaburagi) aus, auf Kosten des Nizam vorsah. Die Baukosten wurden auf 10 Mio. Rs. geschätzt. Europäisches Personal und die Bahnpolizei, obwohl Beamte von Hyderabad, sollte den Weisungen des Residenten unterstehen. Salar Jung nutzte seine Englandreise 1876 um erste Kontakte wegen der Finanzierung zu knüpfen. Der für die Bahn zuständige Staatssekretär war von 1879 bis 1889 Sayyed Husain Ali Bilgrami. Als juristischer „Berater“ wurde 1877 der Major A. F. Dobbs abgestellt.
Der bombayer Rechtsanwalt Charles Winter schlug 1881 vor, die Kreditaufnahme mit einer Bergbaukonzession zu verbinden, was nicht durchgeführt wurde. Auf der Seite Hyderabads war der Innenminister (Sadr-id-Maham) Abdul Huq der Bevollmächtigte, Winter sein Anwalt. Dieser wiederum war ein Schwager von William Clarence Watson, der an der Londoner Börse die Aktien einführen sollte. Nach der in Britisch-Indien geübten Praxis sollte die Bahn als Guaranteed Railway betrieben werden, d. h. die Regierung versprach den Investoren, ihr Kapital und die Dividende (5 %) für 20 Jahre zu garantieren. Dazu wurde ein Contingent Liability Fund eingerichtet, ein Projekt, das nach Lage der Staatsfinanzen kaum zu tragen war, weshalb das India Office zeitweise Vorbehalte anmeldete. Rothschild und die Londoner Filiale der amerikanischen Morton, Rose & Co. platzierten schließlich das Papier. Abdul Huq erhielt danach eine Provision von £ 16.000. Als 1886 die Bergbaukonzession an die neugegründete, aber an der Börse wenig nachgefragte Hyderabad (Deccan) Company vergeben wurde, an der wiederum Walker federführend mitwirkte, versuchte Huq sich durch Insiderhandel zu bereichern.
Die erste Strecke wurde 1874 eröffnet, die ersten Jahre wurde sie mit Personal und Waggons der GIPR betrieben. Die Hyderabad Gondavari Valley-Strecke, in Meterspur betrieben von einer eigenen Gesellschaft, schuf 1899 den direkten Anschluss nach Bombay und führte zu einer Ausweitung des Baumwollanbaus. Anfangs war ein, die Staatsfinanzen bis an die Grenze streckender, Zuschuss vom 300.000 Rs. nötig. Der Betrieb erwies sich bald als profitabel, so betrug 1904 die Rendite der NGSR 6½ %, die HGVR erzielte nach der Jahrhundertwende 3–3½ %. Die Schulden des Contingent Liability Fund (1912 etwas über £ 2 Mio. mit 5 % zu verzinsen) konnten langsam abgebaut werden.
Nachdem Akbar Hydari als Finanzminister seit 1925 die Staatsfinanzen konsolidiert hatte, reichten die erzielten Überschüsse aus, die Anteilseigner auszuzahlen und im April 1930 sämtliche Bahnlinien zu verstaatlichen. Hydari wurde erster Präsident der Gesellschaft.

## Strecken und Verwaltung
Das Drehkreuz war der Bahnhof Secunderabad, einer Stadt und Garnison nahe der Hauptstadt. Dort befand sich auch bis 1916 der Verwaltungssatz, der dann in den Bahnhof von Kachiguda (Vorort Hyderabads) verlegt wurde. Es wurden sowohl Strecken in Breitspur (BS, 5'6"), als auch Meterspur (MS, 3'3⅜") gebaut. Das Streckennetz, ohne HGVR, war 1930 531 km lang.
| Strecke                                      | eröffnet   | Strecke (km)                    | Spur |
| -------------------------------------------- | ---------- | ------------------------------- | ---- |
| Bezwada Extension                            | 10.02.1889 | 34,5                            | BS   |
| Belharshah-Kazipet (= Belharshah-Warangal)   | 01.02.1924 | 234,5 (fertig 1928) 75,5 (1924) | BS   |
| Karipalli-Kothagudam                         | 21.03.1927 | 39,5                            | BS   |
| Vikarabad-Bidar                              | 14.01.1930 | 91,0                            | BS   |
| Purna Junction-Hingoli                       | 15.05.1912 |                                 | MS   |
| Hyderabad Gondvari Valley Rail. (bis Manmad) | 21.10.1899 | 629,8 (1922) 620,6 (1930)       | MS   |
| Parbhani-Purli                               | 16.10.1929 | 63,6                            | MS   |
| Secunderabad-British Frontier                | 01.02.1916 | 188,2                           | MS   |
| Dhone Kurnool (Anschluss Madras)             | 01.01.1909 | 58,5                            | MS   |

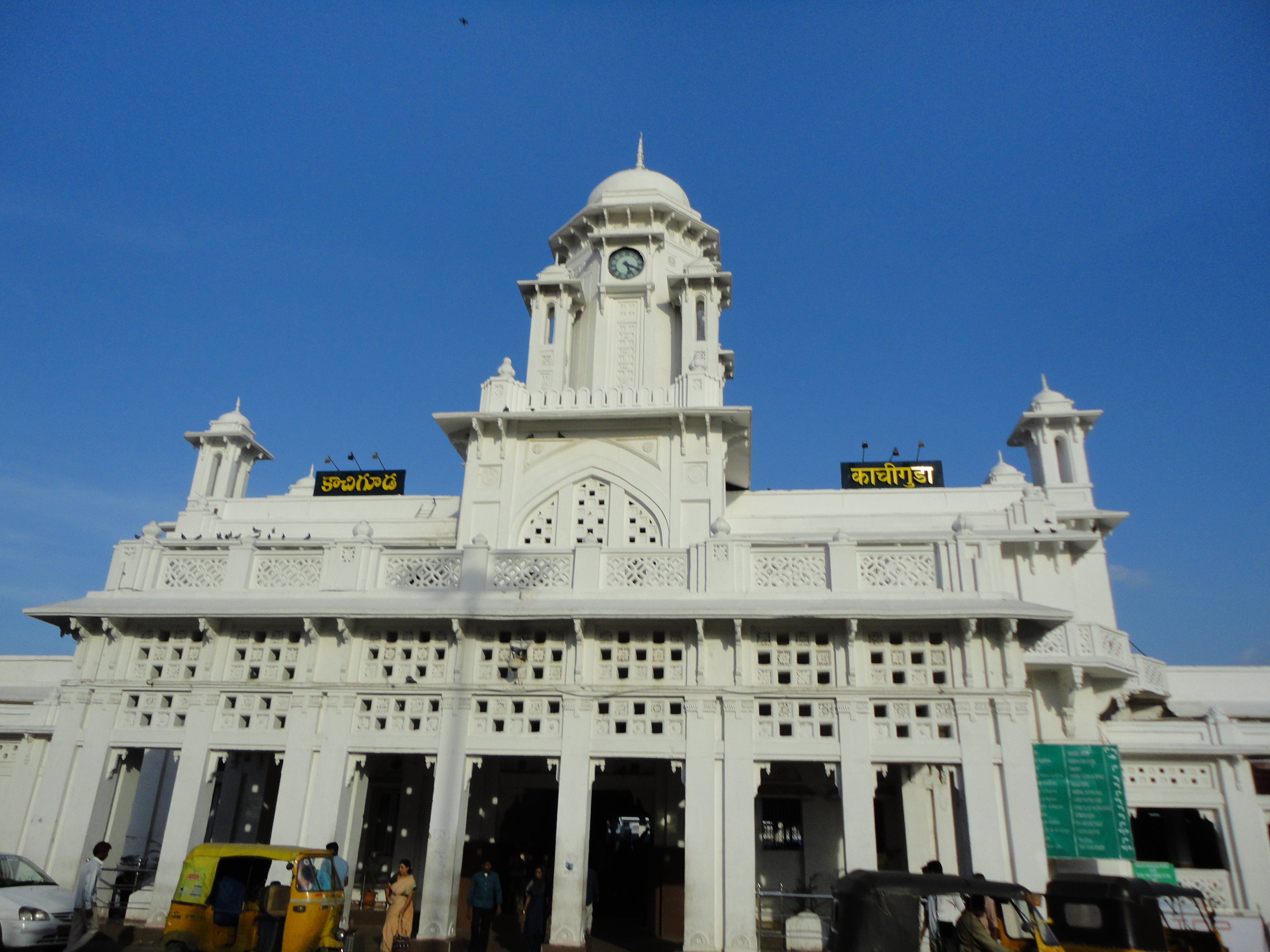
Bahnhof Kachiguda (erb. 1916)

Zum Kohleabbaugebiet von Singareni, das von der Hyderabad (Deccan) Company ausgebeutet wurde, bestand eine 30 km lange Stichbahn von Dornakal Junction.
Für Führungspositionen wurde vom ICS Personal abgestellt, so leiteten George Fellow Matthew, George Pringle Rose (ab 1895, Chief Engineer 1897–1900), gefolgt von George Huddleston (bis 1911) den Betrieb.
In Britisch-Indien kontrollierten spezielle Railway Magistrates Belange der Eisenbahn. Die Tatsache, dass ein Teil der Strecken nicht der polizeilichen Kontrolle Hyderabads unterstand, führte 1937/38 zu Missstimmung zwischen dem Nizam und dem Government of India. Nach den ersten halbwegs demokratischen Wahlen auf Provinzebene regierte in Bombay der INC, der nichts dagegen tat, dass massenhaft Satyagrahis einreisten. Diese friedlichen Demonstranten gingen oft gegen Bezahlung ins Gefängnis.

### Fahrzeuge
1936 war die Gesellschaft im Besitz von 173 Lokomotiven, 2 Dampftriebwagen, 266 Personenwagen und 4192 Güterwagen.

### Bahnbusse
Beginnend 1932 wurden mit zunächst 27 Fahrzeugen 450 km Busstrecken regelmäßig bedient. In der nächsten Dekade wurde der Busservice für 7½ Mio. HRs. ausgebaut, so dass dann etwa 500 Fahrzeuge – auch für Fracht – auf etwa 7200 Streckenkilometern im Einsatz waren.

### Luftverkehr
Anfang 1938 wurde innerhalb der Bahnverwaltung ein Air Department eingerichtet, das mit der technischen Unterstützung des Aero Clubs fliegendes Personal ausbildete. Die State Air Transport Organisation in Begumpet (nahe Hyderabad) bildete im Krieg Piloten für die Luftwaffe aus.

## Klassifizierung
Das Unternehmen wurde nach der von der indischen Regierung 1926 eingeführten Indian Railway Classification als Eisenbahn der Klasse I eingestuft.